# Endophragmiella pallescens
Endophragmiella pallescens är en svampart som beskrevs av B. Sutton 1973. Endophragmiella pallescens ingår i släktet Endophragmiella och familjen Helminthosphaeriaceae.   Inga underarter finns listade i Catalogue of Life.